# Caracara
Caracara és un gènere d'ocells rapinyaires de la família dels falcònids (Falconidae). Aquests caracaràs habiten des de la part meridional dels Estats Units fins a l'extrem meridional d'Amèrica del Sud, incloent l'illa de Cuba. S'han inclòs en el gènere Polyborus.

## Taxonomia
Segons la classificació del Congrés Ornitològic Internacional (versió 12.2, 2022) aquest gènere conté una espècie viva i una altrra d'extinta:
- Caracarà crestat (Caracara plancus)
- Caracarà de Guadalupe (Caracara lutosa), endèmic de l'illa mexicana de Guadalupe, es va extingir al segle xx.

Tanmateix, altres obres taxonòmiques, com el Handook of the Birds of the World i la quarta versió de la BirdLife International Checklist of the birds of the world (Desembre 2019), consideren que Caracara té 2 espècies vives, car segmenten les dos subespècies del caracarà crestat (C. p. plancus i C. p. cheriway) en dos espècies diferents. Segons aquest criteri hi hauria:
- Caracarà crestat meridional (Caracara plancus) - Stricto sensu
- Caracarà crestat septentrional (Caracara cheriway)